# Vadillo
Vadillo – gmina w Hiszpanii, w prowincji Soria, w Kastylii i León, o powierzchni 14,08 km². W 2011 roku gmina liczyła 131 mieszkańców.